# Сюркуф, Робер
Робе́р Сюрку́ф (фр. Robert Surcouf; 12 декабря 1773, Сен-Мало, Франция — 8 июля 1827, Сен-Мало) — французский арматор и корсар периода Наполеоновских войн. Захватил 47 английских, голландских, португальских и испанских судов, получил прозвище Король Корсаров (фр. Roi des Corsaires).
За успешные действия против британского торгового судоходства Наполеон наградил его титулом барона и орденом Почётного легиона. После завершения карьеры корсара стал владельцем эскадры каперских кораблей. Французский военный флот до наших дней сохраняет традицию называть один из боевых кораблей именем Сюркуфа.

## Ранние годы
Сюркуф родился 12 декабря 1773 года в Бретани, в Сен-Мало на берегу Ла-Манша — в городе, который традиционно служил базой французских каперов и пиратов. Происходил из арматорской семьи малуанских старожилов. Его отец Шарль-Анж Сюркуф де Буасгри (Charles-Ange Surcouf de Boisgris) был внуком Робера Сюркуфа де Мезоннёва (Robert Surcouf de Maisonneuv). Его мать была потомком Рене Дюге-Труэна (René Duguay-Trouin). И Мезоннёв, и Дюге-Труэн — удачливые и знаменитые корсары, подвизавшиеся на службе Людовика XIV. Сыну же, Роберу-младшему, родители прочили духовную карьеру и определили его в Динанскую коллегию. Но его неодолимо тянуло в море. В 13 лет Робер бросил учёбу и завербовался на торговый корабль «Эрон» (фр. Héron), курсировавший между Сен-Мало и Кадисом. А в 15 лет, 3 марта 1789 года, завербовался на торговый корабль «Аврора» (фр. Aurore) и отплыл в Индию, в Пондишери.
Сюркуф вернулся в Сен-Мало в 1792 году, в разгар Французской революции, и вскоре отбыл на Иль-де-Франс (Маврикий). По прибытии он узнал о начале войны с Англией и был назначен вторым лейтенантом на сорокапушечный фрегат «Сибель» (фр. Cybèle). Совместно с тридцатидвухпушечным фрегатом «Прудант» (фр. Prudente) и бригом «Курьер» (фр. Coureur) они вступили в бой с двумя британскими двухдечными кораблями — пятидесятипушечным «Центурион» (HMS Centurion) и сорокачетырёхпушечным «Диомед» (англ. HMS Diomede). В результате боя «Центуриону» был нанесён столь значительный ущерб, что британские корабли были вынуждены покинуть район острова и снять блокаду.
Период службы во французском флоте был крайне непродолжителен, и вскоре Сюркуф занялся работорговлей, перевозя рабов из Африки на Реюньон на собственном бриге «Креол» (фр. Créole). В феврале 1794 года Конвент объявил работорговлю вне закона, но первоначально запрет и больший риск лишь подняли цену на живой товар, и Сюркуф ещё некоторое время продолжал заниматься транспортировкой рабов, пока власти Реюньона не выдали ордер на его арест. Захватив трёх полицейских чиновников, посланных арестовать его, он бежал на Маврикий, где благодаря связям с влиятельными членами совета ему удалось получить помилование. После этого инцидента Сюркуф решил сменить род занятий.

## Карьера корсара

### Капитан «Эмили»
Сюркуф согласился принять командование 180-тонным судном «Эмили» (фр. Émilie), вооруженным четырьмя шестифунтовыми пушками и командой в 30 человек. Каперский патент от французских властей получен не был, и 3 сентября 1795 года «Эмили» отплыла из Порт-Луи в качестве торгового судна. Целью плавания, согласно судовым документам, была перевозка груза черепах с Сейшельских островов. В начале октября он прибыл на Сейшелы и начал погрузку, кроме того, ему удалось увеличить команду за счёт французских моряков, желавших добраться до Маврикия.
После того как в виду острова были замечены английские военные корабли, Сюркуф принимает решение покинуть Сейшелы и крейсировать в районе Андаманских островов. Там он одержал свою первую победу — над британским судном «Пингвин», следовавшим с грузом древесины. Поскольку Сюркуф не имел патента, для того чтобы избежать обвинений в пиратстве он, сблизившись на минимальную дистанцию и не поднимая флага, спровоцировал «Пингвин» на открытие огня первым и таким образом получил предлог объявить свои действия самозащитой. Захваченное судно было отправлено с призовой командой на Маврикий, а «Эмили» через несколько дней удалось захватить два голландских судна с грузом риса и сопровождавший их лоцманский бриг. Голландцы под конвоем «Эмили» были отправлены на Маврикий, а Сюркуф с большей частью команды — 23 человека продолжил плавание на захваченном бриге.
В Бенгальском заливе неподалёку от побережья Ориссы Сюркуф обнаружил корабль Ост-Индийской компании «Тритон» (англ. Triton). Это был крупный (800 т) двадцатишестипушечный корабль с командой около 150 человек, с грузом риса на борту. Несмотря на подавляющее превосходство в численности и огневой мощи, британцы, не предполагавшие опасности и ожидавшие встречи с лоцманом, позволили Сюркуфу подойти вплотную, и застигнутые внезапным абордажем врасплох были вынуждены сдаться, не оказав практически никакого сопротивления.
Вернувшись с захваченным судном на Маврикий, Сюркуф был поставлен в известность, что губернатор острова признал захваты судов законными и решил не выдвигать обвинений в пиратстве, но поскольку патента у «Эмили» не было, конфисковал все призы, включая «Тритон», не выплатив причитающейся команде и владельцем капера доли.
Захват судов с рисом фактически спас колонию на Маврикии от голода, поэтому общественное мнение и многие члены совета были на стороне Сюркуфа, но губернатора переубедить не удалось, и Сюркуф отправился во Францию, чтобы обжаловать решение в суде метрополии. Процесс занял 14 месяцев, но конечное решение было благоприятным, каперам была выплачена сумма в 660 тысяч ливров.

### Капитан «Клариссы»
В конце июля 1798 года Сюркуф отбыл из Нанта в качестве капитана четырнадцатипушечного каперского судна «Кларисса» с командой в 140 человек. Первым помощником был его старший брат — Николя.
Первой жертве, английскому двадцатишестипушечному торговому судну удалось в ходе артиллерийской дуэли сбить фор-стеньгу «Клариссы» и уйти от преследования. Следующая попытка была удачной — у побережья Рио-де-Жанейро Сюркуф захватил бриг, который продал на Реюньоне за 400 тысяч франков, и 5 декабря прибыл на Маврикий.
Пополнив припасы, Сюркуф направился в Бенгальский залив и у побережья Суматры обнаружил на якорной стоянке два английских корабля, грузившихся перцем. После ожесточённой артиллерийской перестрелки оба корабля были взяты на абордаж, но и «Кларисса» получила серьёзные повреждения. Сюркуф был вынужден вернуться на Маврикий для ремонта и снова смог выйти в море лишь 16 августа 1799 года. Удача сопутствовала Сюркуфу: «Кларисса» один за другим захватила несколько судов, в том числе португальское судно, перевозившее 116 тысяч долларов наличными.
30 декабря «Кларисса», преследовавшая американское судно, была замечена британским фрегатом «Сибилла» (англ. HMS Sybille), который немедленно пустился в погоню. Сюркуфу удалось спастись, пойдя на крайние меры для облегчения своего судна: за борт была выброшена большая часть пушек, запасной рангоут и такелаж, часть переборок и слит запас пресной воды. Уже на следующий день, едва приведя в порядок «Кларисс», Сюркуфу удалось захватить британское судно «Джейн» (англ. Jane), следовавшее с грузом риса. Этот захват примечателен тем, что сохранился подробный отчёт, написанный капитаном «Джейн» судовладельцу о происшествии. Отчёт во многом служит независимым подтверждением гуманного отношения Сюркуфа к экипажам пленённых судов.
Через некоторые время «Кларисса» повстречала два крупных американских судна, каждое с шестнадцатью каронадами на борту. Американцы сомкнули строй и начали отстреливаться, а поскольку большая часть артиллерии капера осталась на дне после встречи с «Сибиллой», Сюркуф воспользовался единственным шансом и, быстро подойдя к ближайшему из судов, взял его на абордаж, позволив второму уйти.
Несмотря на несколько удачных нападений, после бегства от «Сибиллы» и стычки с американскими судами «Кларисса» нуждалась в ремонте и пополнении запасов, и в феврале 1800 года Сюркуф вернулся на Маврикий. Не желая ждать, пока «Кларисса» будет отремонтирована, он согласился принять командование восемнадцатипушечным кораблём «Конфьянс» (фр. Confiance).

### Капитан «Конфьянса»

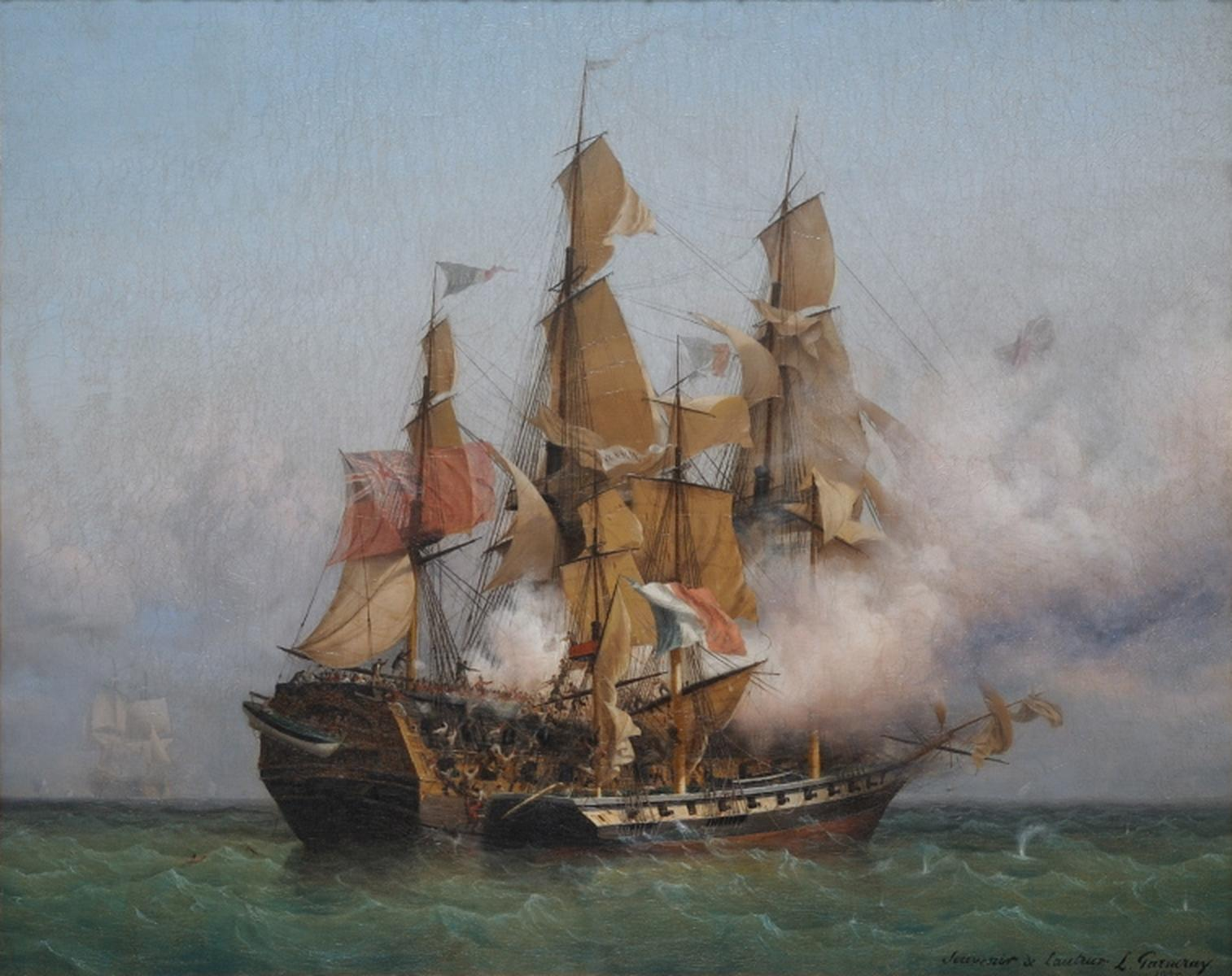
Взятие на абордаж Сюркуфом корабля «Кент». Худ. Амбруаз-Луи Гарнри

Закончив переоборудование торгового судна в каперский корабль, Сюркуф вышел в море в середине апреля 1800 года с командой около двухсот человек. После реконструкции корабль отличался изяществом и быстроходностью.
Бенгальский залив в это время года считался опасным для мореплавания и поэтому он направился в Зондский пролив, но узнав что там патрулирует американский фрегат «Эссекс» (англ. USS Essex), перебазировался в район между Сейшелами и Цейлоном, где проходили маршруты торговых судов, следовавших из Индии в Европу. Однако, прибыв на место он обнаружил значительную активность британских кораблей в этом районе, и после того, как несколько раз был вынужден уходить от преследования, принял решение, отправиться, несмотря на риск, в Бенгальский залив. В Бенгальском заливе Сюркуф в течение короткого промежутка времени захватил несколько судов, самым крупным из которых был захваченный 7 октября тридцативосьмипушечный корабль Ост-индийской компании «Кент» (англ. Kent).
Прибыв вместе с призом на Маврикий, Сюркуф решил отойти от дел и согласился отправиться на «Конфьянсе» во Францию с обычным торговым рейсом, сохранив, тем не менее, каперский патент. Захватив по дороге португальское судно и ускользнув от британской эскадры, блокировавшей французские порты, 13 апреля 1801 года он прибыл в Ла-Рошель.

### Жизнь во Франции, период Амьенского мира
28 мая 1801 года он женился на Мари-Катрин Блез (фр. Marie-Catherine Blaize). Супруги отправились сначала в Париж, а впоследствии поселились в Сен-Мало. Морской министр произвёл его в звание лейтенанта. После заключения Амьенского мира Сюркуф вложил капитал, приобретённый корсарской деятельностью, в покупку недвижимости и торговых судов.
Когда военные действия возобновились, Наполеон вызвал его для личной беседы, и, по некоторым источникам, предложил чин капитана и командование двумя фрегатами. Сюркуф отказался от флотской карьеры, предпочтя возобновить каперскую деятельность. Несмотря на отказ, он был произведён в офицеры ордена Почётного легиона.

### Деятельность после возобновления военных действий

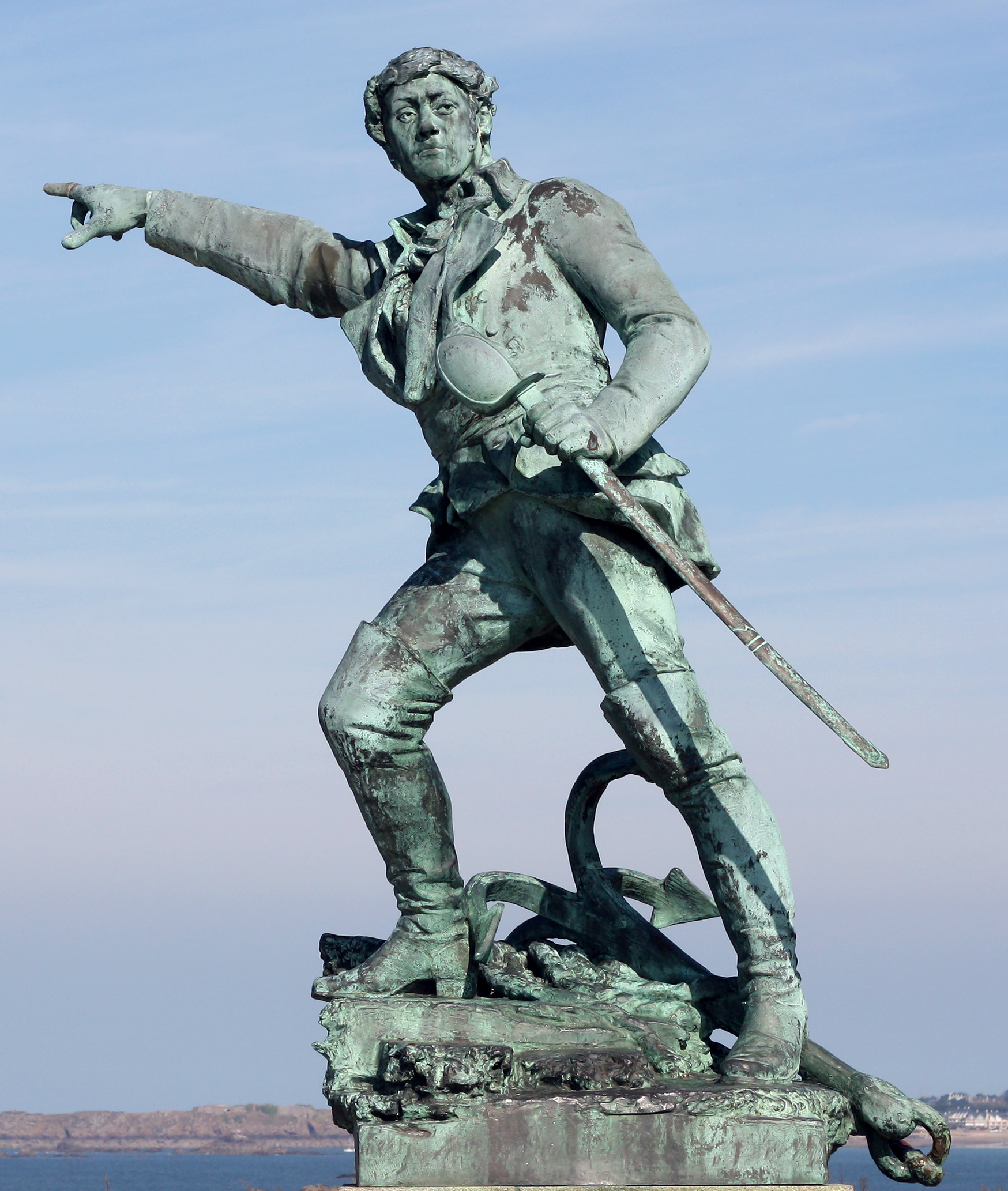
Памятник Сюркуфу в Сен-Мало

На свои средства Сюркуф снарядил три каперских корабля, один из них, «Каролин» (фр. Caroline) под командой его брата был отправлен в Индийский океан, два других действовали в проливе Ла-Манш.
В 1806 году Сюркуф решил лично вернуться в море. 2 марта он отбыл из Сен-Мало на специально построенном в качестве капера корабле «Ревенан» (фр. Revenant, рус. Призрак). Корабль имел водоизмещение 400 тонн, был вооружён 18 пушками, команда насчитывала 192 человека. Носовая фигура изображала покойника, сбрасывающего саван. На борту была установлена строгая дисциплина, весь путь до Маврикия Сюркуф посвятил обучению команды, уделяя особое внимание стрельбе и обращению с абордажной саблей.
После прибытия на Маврикий Сюркуф отправился в хорошо знакомый Бенгальский залив и к концу года захватил 14 британских судов. Вместе с действующим в заливе французским фрегатом «Пьемонтез» (фр. Piemontaise) операции Сюркуфа нанесли значительный ущерб британскому торговому судоходству. Только сумма выплаченных страховок составила 291 256 фунтов, и судовладельцы и страховщики обратились с коллективной жалобой в Адмиралтейство, требуя принять срочные меры.
К январю 1808 года из-за боевых потерь и отправленных призовых команд экипаж капера сократился до семидесяти человек, и 31 января Сюркуф вернулся на Маврикий. После того, как корабль был заново оснащён и укомплектован, Сюркуф остался на берегу, передав командование своему помощнику, Потье (фр. Potier). Под командованием Потье «Ревенан» захватил очень крупное (1200—1400 тонн) португальское судно.
Когда «Ревенан» вместе с призом вернулся в порт, губернатор острова объявил, что реквизирует его в качестве корвета, поскольку на острове к тому времени не осталось других боеспособных кораблей, а Сюркуфу было поручено на старом фрегате «Карл» вернуться во Францию, доставив туда же пленных португальских офицеров. Сюркуф пытался протестовать, но под угрозой того, что будет мобилизован и отправлен в плавание на «Ревенане» в качестве лейтенанта, согласился выполнить поручение. Однако, выйдя в море 21 ноября, он высадил португальцев в лоцманский бот и отправил его обратно на берег. Сюркуф объяснил своё решение тем, что команда «Карла», набранная в основном из португальских матросов, которые предпочли службу на французском корабле плену, могла в присутствии португальских офицеров на борту взбунтоваться. Губернатор конфисковал все его имущество на острове, но иных последствий эта выходка не имела, впоследствии ему удалось оспорить решение губернатора в суде.
Он благополучно добрался до Франции в феврале 1809 года и больше не выходил в море. Реквизированный «Ревенан» 8 октября того же года был захвачен британским тридцатишестипушечным фрегатом «Модест» (англ. HMS Modeste).

## Жизнь после завершения карьеры корсара

Баронский герб Сюркуфа

В возрасте 35 лет Сюркуф поселился в Сен-Мало и продолжил заниматься каперством, но уже в качестве судовладельца. Численность принадлежащего ему флота доходила до 19 каперских судов.
Наполеон наградил его титулом барона, после изгнания императора Сюркуф сохранил состояние и положение в обществе. После окончания военных действий в 1814 году он превратил свои каперские суда в торговые (наиболее крупные были заняты перевозками рабов), а также занялся судостроением.
Имел двух сыновей и три дочери. Умер 8 июля 1827 года, похоронен в Сен-Мало.
Привыкший командовать в море Сюркуф отличался властным и резким характером и служил героем множества историй и анекдотов.

## Память о Сюркуфе

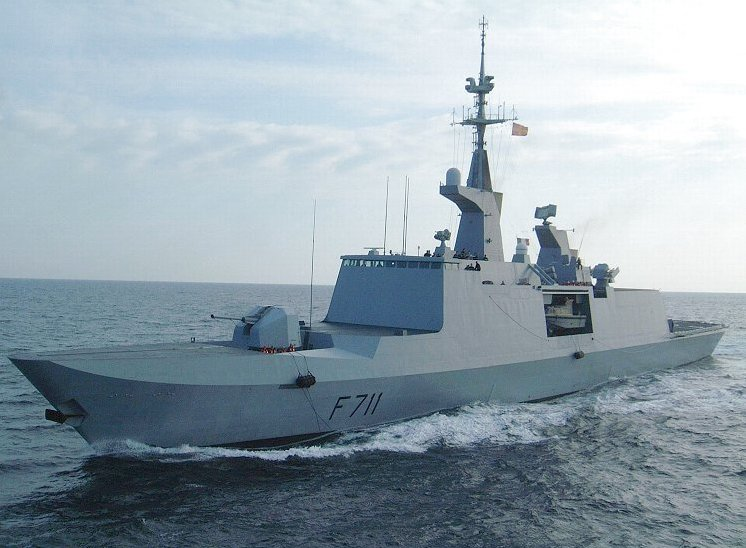
Фрегат ВМС Франции «Сюркуф»

Сюркуф считается национальным героем Франции, на родине, в Сен-Мало ему установлен памятник, а во французском флоте один из кораблей традиционно носит его имя. В разное время в его честь были названы:
- парусно-паровой посыльный бот (1858—1885)
- Сюркуф (крейсер) — паровой крейсер (1889—1921)
- Сюркуф (подводная лодка) — эскадренная подводная лодка времён Второй мировой войны (1929—1942)
- Сюркуф (эсминец) — эсминец класса Т-47 (1964—1972)
- Сюркуф (фрегат) — фрегат типа Лафайет (1993)

## Образ Сюркуфа в кино, музыке и литературе
По мотивам приключений Сюркуфа снято несколько кинофильмов:
- «Сюркуф», 1924, Франция
- «Сюркуф, тигр семи морей» (фр. Surcouf, le tigre des sept mers), 1966, Испания, Италия, Франция
- «Месть Сюркуфа» (фр. La vengeance du Surcouf), 1966, Испания, Италия, Франция

Сюркуф послужил прообразом героя одноимённой оперетты французского композитора Робера Планкета.
Сюркуф является главным героем одноименной повести Карла Мая написанной в 1882 году.
Он появляется в качестве одного из главных действующих лиц в последнем (незавершённом) романе Александра Дюма-отца «Шевалье де Сент-Эрмин», который впервые был опубликован в 2005 году.